# Neocheiridium strinatii
Neocheiridium strinatii es una especie de arácnido del orden Pseudoscorpionida de la familia Cheiridiidae.

## Distribución geográfica
Se encuentra en Aruba y Curazao.